# Centre sur l'Holocauste et la tolérance de Hong Kong
Le Centre sur l'Holocauste et la Tolérance de Hong Kong (anglais : Hong Kong Holocaust and Tolerance Centre (CHTCHK) / pinyin : 香港猶太大屠殺及寬容中心) est une organisation à but non lucratif consacrée à faire progresser la compréhension de la Shoah et promouvoir la tolérance à Hong Kong.

## Histoire
Fondé par des résidents en 2011, le CHTCHK est la première organisation consacrée à l'éducation sur la Shoah en Chine.
L'activité du CHTHK consiste à organiser des expositions, animer des ateliers pédagogiques, et inviter des survivants de la Shoah dans la région pour raconter leur histoire aux étudiants locaux, ce qui est rare en Asie. Le centre offre aussi des contenus éducatifs pour sensibiliser les populations à d'autres génocides régionaux, comme le massacre de Nankin et les crimes du régime khmer rouge.